# 羅拔·赫遜·獲加
（1918年10月13日—1951年8月28日）是一位美國演員，在亞弗列·希治閣的驚悚片《火車怪客》中飾演反派，該片在他去世前不久上映。
他一開始扮演的是年輕鄰家男孩的角色，不時扮演二戰士兵。其中一個角色是在二戰史詩片《自君別後》中與他的第一任妻子珍妮花·鍾絲演對手戲。他也在《彩雲仙子》中飾演哲羅姆·科恩。30歲時，他兩次離婚，患有酗酒和精神疾病，與鍾絲痛苦的分居和離婚又加劇了這些疾病。

## 早期生活
獲加出生於猶他州鹽湖城。當他還是個孩子的時候，父母的離婚給他帶來了情感上的創傷，隨後他對表演產生了興趣，這導致他的阿姨霍滕斯·麥誇里·奧德魯姆（當時的邦維特·特勒總裁）願意支付他在美國戲劇藝術學院的入學費用。1937年，獲加在紐約市的美國戲劇藝術學院就讀。獲加在紐約的第一年就住在她家。

## 職業和個人生活
在美國戲劇藝術學院就讀期間，獲加遇到了同樣有抱負的女演員菲利斯·艾斯利，她後來的藝名是珍妮花·鍾絲。經過短暫的求愛後，這對夫婦於1939年1月2日在俄克拉荷馬州塔爾薩結婚。獲加在《冬節狂歡會》和米高梅的兩部拉娜·特納電影《浮華盛會》和《學宮賽舞》等電影中出演了一些未出現在片尾名單的小角色。
獲加和鍾絲的長子小羅拔·赫遜·獲加（1940年—2019年）後來成為一名成功的電影演員。他們的另一個兒子米高·獲加（1941年—2007年）也是一名演員，曾出演電影《盜賊》、《藍冠》和《地獄美女》以及多部20世紀60年代的電視劇。

### 廣播
1941年8月至1942年9月，獲加與每週廣播節目《莫迪日記》共同主演。隨後，鍾絲重返試鏡，1941年，製片人大衛·O·賽茲尼克發現了她，並改變了她的名字，並培養她成為明星。

### 美高梅
這對夫婦回到了荷里活，賽茲尼克的關係幫助獲加與美高梅簽訂了合同，在那裡他開始拍攝戰爭劇《孤島英魂》，扮演一名在巴丹撤退中作戰的士兵。
隨後他又在《居里夫人》中擔任配角。 兩者都取得了顯著的商業成功。

#### 明星之路
獲加迷人的舉止和孩子氣的英俊外表深受觀眾歡迎，他因在《看這裡，列兵哈格羅夫》中扮演浪漫士兵的片名而晉升為明星。
他也出現在賽茲尼克的《自君別後》中，在片中他和他的妻子扮演了二戰期間注定失敗的年輕戀人。當時，瓊斯與賽茲尼克的戀情已是眾所周知的事情，鍾絲和獲加於1943年11月電影製作期間分居。拍攝他們的愛情場景對獲加來說是很困難的，因為賽茲尼克堅持讓獲加為每個與鍾絲的場景進行多次拍攝。她於1945年4月提出離婚。《自君別後》是票房上最成功的電影之一。1944年，收入超過700萬美元。
回到美高梅，獲加與史賓沙·德利西和雲·尊信一起出演了講述杜立特空襲故事的《轟炸東京記》。他飾演飛航工程師兼砲塔砲手大衛·戴卓爾，這也是另一部票房熱門作品。
獲加在《時鐘上》中飾演一名準備海外部署的大兵，茱地·嘉蘭在她的第二部非音樂電影中扮演他的愛人。
隨後，他與喜地·拉瑪和珍·雅莉臣一起出演了一部名為《痴情公主》的浪漫喜劇。接下來，他出現在哈格羅夫的第二部私人電影《接下來是什麼，下士哈格羅夫？》。，以及與珍·雅莉臣合作的浪漫喜劇《裁縫娶妻》（1945）。
獲加主演了音樂劇《彩雲仙子》，他在劇中扮演了流行作曲家哲羅姆·科恩。這部電影的租金收入超過600萬美元。他在嘉芙蓮·協賓和保羅亨里德共同主演的《艷曲凡心》中飾演作曲家約翰·內斯·勃拉姆斯，但這部電影為米高梅帶來了超過100萬美元的損失。他還出演了一部關於原子彈製造的電影《原子彈秘密》，該片也導致票房虧損，以及伊力·卡山執導的特蕾西-赫本戲劇《血濺山河》，這是有利可圖的。
1948年，獲加被環球影業借用，與阿娃·嘉娜一起主演威廉·A·塞特執導的電影《愛神艷史》。這部電影是一部非音樂喜劇，改編自百老匯演出，由寇特·威爾配樂。獲加於1948年7月與導演尊·福的女兒芭芭拉·福結婚，但婚姻只維持了五個月。
回到美高梅，獲加主演了兩部虧損的電影：與狄波拉·嘉合作的《爭拜石榴裙》和與瓊·萊斯利合作的《顛倒乾坤》。更受歡迎的是畢·蘭卡士打主演的西部片《虎踞龍蟠》。

### 晚年
1949年，獲加在Menninger Clinic度過了一段時間，在那裡接受了精神疾病的治療。退休後，他被導演亞弗列·希治閣選中出演《火車怪客》，他因飾演迷人的精神病患者般奴·安東尼而廣受讚譽。
在他的最後一部電影中，獲加在里奧·麥卡里的《叛國梟獍》中扮演主角，這部電影警告了共產主義惡毒蔓延的危險。儘管影片的主題和獲加的共和黨身份不同，但他接下這個角色是為了與麥卡利和搭檔喜蓮·希絲合作，而不是出於任何政治動機。沃克在製作完成之前就去世了，因此《火車怪客》中他的死亡場景的角度被拼接到電影接近尾聲時類似的戲劇性死亡場景。

## 個人生活
獲加是一名註冊共和黨人，在1952年總統選舉中支持懷特·艾森豪威爾的競選活動，並且信仰摩門教。

## 死亡
1951年8月28日晚，獲加的管家發現獲加情緒激動。她打電話給獲加的精神科醫生腓特烈·哈克，後者趕到並使用異戊巴比妥進行鎮靜。據稱，獲加在爆發前一直在喝酒，據信異戊巴比妥和酒精的混合物導致他失去知覺並停止呼吸。獲加的復甦努力失敗，不久後他被宣布死亡，享年32歲。
作者貝弗利·萊內特在她的獲加和鍾絲傳記《星途黯淡》中引用了獲加的朋友占·赫納漢的話說，導致獲加死亡的事件發生時，他在場，而占·赫納漢在獲加死亡的官方報道中沒有被提及。赫納漢表示，他曾去過獲加在洛杉磯的家，他們在那裡打牌，獲加表現正常。赫納漢聲稱獲加的精神科醫生到達並堅持讓他接受注射，當獲加拒絕時，赫納漢控制了他，以便醫生進行注射。據赫納漢說，獲加很快就失去了知覺，瘋狂的搶救行動也失敗了。
獲加被埋葬在猶他州奧格登的林德奎斯特華盛頓高地紀念公園。

## 演出作品
| 電影   | 電影                             | 電影                           | 電影                                   | 電影                                               |
| 年份   | 電影名稱                         | 電影名稱                       | 角色                                   | 備註                                               |
| 年份   | 電影名稱（中文）                 | 電影名稱（英文）               | 角色                                   | 備註                                               |
| ------ | -------------------------------- | ------------------------------ | -------------------------------------- | -------------------------------------------------- |
| 1939年 | 《冬節狂歡會》                   | Winter Carnival                | Wes                                    | 未出現在片尾名單                                   |
| 1939年 | 《浮華盛會》                     | These Glamour Girls            | College Boy                            | 未出現在片尾名單                                   |
| 1939年 | 《學宮賽舞》                     | Dancing Co-Ed                  | Boy                                    | 未出現在片尾名單 替代標題：Every Other Inch a Lady |
| 1943年 | 《孤島英魂》                     | Bataan                         | Leonard Purckett                       |                                                    |
| 1943年 | 《居里夫人》                     | Madame Curie                   | David Le Gros                          |                                                    |
| 1944年 | 《看這裡，列兵哈格羅夫》         | See Here, Private Hargrove     | Private Marion Hargrove                |                                                    |
| 1944年 | 《自君別後》                     | Since You Went Away            | Corporal William G. "Bill" Smollett II |                                                    |
| 1944年 | 《轟炸東京記》                   | Thirty Seconds Over Tokyo      | David Thatcher                         |                                                    |
| 1945年 | 《時鐘上》                       | The Clock                      | Corporal Joe Allen                     | 替代標題：Under the Clock                          |
| 1945年 | 《痴情公主》                     | Her Highness and the Bellboy   | Jimmy Dobson                           |                                                    |
| 1945年 | 《接下來是什麼，下士哈格羅夫？》 | What Next, Corporal Hargrove?  | Corporal Marion Hargrove               |                                                    |
| 1945年 | 《裁縫娶妻》                     | The Sailor Takes a Wife        | John Hill                              |                                                    |
| 1946年 | 《彩雲仙子》                     | Till the Clouds Roll By        | 哲羅姆·科恩                            |                                                    |
| 1946年 | 《卿憐我愛》                     | Do You Love Me                 | 不適用                                 |                                                    |
| 1947年 | 《原子彈秘密》                   | The Beginning or the End       | Colonel Jeff Nixon                     |                                                    |
| 1947年 | 《血濺山河》                     | The Sea of Grass               | Brock Brewton                          |                                                    |
| 1947年 | 《艷曲凡心》                     | Song of Love                   | Johannes Brahms                        |                                                    |
| 1948年 | 《愛神艷史》                     | One Touch of Venus             | Eddie Hatch                            |                                                    |
| 1949年 | 《劫後桃花》                     | My Own True Love               | 不適用                                 |                                                    |
| 1950年 | 《爭拜石榴裙》                   | Please Believe Me              | Terence Keath                          |                                                    |
| 1950年 | 《顛倒乾坤》                     | The Skipper Surprised His Wife | Commander William J. Lattimer          |                                                    |
| 1951年 | 《虎踞龍蟠》                     | Vengeance Valley               | Lee Strobie                            |                                                    |
| 1951年 | 《火車怪客》                     | Strangers on a Train           | Bruno Anthony                          |                                                    |
| 1952年 | 《叛國梟獍》                     | My Son John                    | John Jefferson                         | 獲加的最後一個電影角色                             |
| 1984年 | 《恐怖大全》                     | Terror in the Aisles           | 不適用                                 |                                                    |
| 2018年 | 《觸目驚心: 78/52大解密》        | 78/52                          | 不適用                                 |                                                    |

## 外部連結
- 羅拔·赫遜·獲加在互联网电影资料库（IMDb）上的資料（英文）
- TCM电影资料库上羅拔·赫遜·獲加的资料（英文）
- 在AllMovie上羅拔·赫遜·獲加的頁面（英文）
- 在香港外語電影資料網上關於羅拔·赫遜·獲加的資料（繁體中文）
- 羅拔·赫遜·獲加在豆瓣上的资料（简体中文）